# 陳真晟
陈真晟（1411年—1474年），字晦德，明朝福建都指挥使司镇海卫（今福建省漳州市龙海区隆教畲族乡镇海村）人。
陈真晟参加乡试时，听说负责考试的官员防备监察过于严苛，没有对待士人的礼节，为此感到羞耻，便放弃了考试，从此专心致志于圣贤之学。他阅读《大学或问》，看到朱熹反复强调“主敬”，明白了“敬” 是《大学》的基础。后来又领悟了程子“主一”的学说，专心致志地克制私欲、修养身心，感叹道：“《大学》中的‘诚意’就像一道铁门，‘主一’这两个字，是打开这道门的钥匙。”天顺二年（1458年），陈真晟到京城献上《程朱正学纂要》。这本书开头选取了程氏的学制，接着收录了朱熹的论说，然后绘制了两幅图，一幅阐明圣人的心意与天地运行相契合，一幅说明学者的修心方法要效仿天地的运行规律，最后论述了设立贤明的师傅、辅佐太子、重视教育根本等几件事，以完善图中所蕴含的主旨。书稿上奏后，被下发到礼部商议，侍郎鄒幹搁置了这件事。陈真晟回乡后，听说临川的吴与弼正在讲学，想要前去请教。路过南昌时，张元祯留他住宿，与他交谈后，极力推崇佩服地说：“自从程、朱之后，只有先生真正掌握了这门学问。像康斋（吴与弼）那样的人，不必去见，也不需要见了。” 于是陈真晟回到福建，潜心思考、静坐修养，自号漳南布衣。他在成化十年（1474年）去世，享年六十四岁。陈真晟的学问没有师承，全靠从遗留的经典中自己领悟。他自己因为身处海滨偏远之地，便外出访求当世的学者，虽然没有与吴与弼相互印证学问，但大体上他的学说与吴与弼颇为接近。